# Sinocarum pauciradiatum
Sinocarum pauciradiatum là một loài thực vật có hoa trong họ Hoa tán. Loài này được Shan & F.T. Pu miêu tả khoa học đầu tiên năm 1980.